# Wilhelm Thüsing
Wilhelm Thüsing (* 18. Mai 1921 in Münster; † 24. Mai 1998 ebenda) war ein deutscher römisch-katholischer Theologe mit dem Schwerpunkt Neues Testament.

## Leben
Nach seiner Rückkehr aus dem Kriegsdienst 1945 vollendete er sein Studium der Katholischen Theologie in Münster. Nach der Promotion in Münster 1958 und der Habilitation in Würzburg 1964 wurde er 1965 Professor für Neutestamentliche Exegese an der Theologischen Fakultät Trier. 1968 übernahm er den neuerrichteten Lehrstuhl für Neutestamentliche Exegese an der Katholisch-Theologischen Fakultät der Universität Münster. 1983 trat er aus gesundheitlichen Gründen vorzeitig in den Ruhestand.

## Schriften (Auswahl)
- Die Erhöhung und Verherrlichung Jesu im Johannesevangelium. Münster 1979, ISBN 3-402-03608-8.
- Per Christum in Deum. Das Verhältnis der Christozentrik zur Theozentrik. Münster 1986, ISBN 3-402-03627-4.
- Die Johannesbriefe. Düsseldorf 1987, ISBN 3-491-77122-6.
- Studien zur neutestamentlichen Theologie. Tübingen 1995, ISBN 3-16-146337-4.